# Kamen Rider The First
Pour plus de détails, voir Fiche technique et Distribution.
Kamen Rider The First (仮面ライダー THE FIRST, Kamen Raidā Za Fāsuto, Masked Rider The First) est un film japonais de genre tokusatsu, réalisé par Takao Nagaishi, sorti en 2005. 
Le film est une adaptation de la série télévisée Kamen Rider, comportant cependant certaines digressions avec la version originale, dans un souci de fidélité au manga créé par Shotaro Ishinomori. Scénarisé par Toshiki Inoue et réalisé par Takao Nagaishi, le film met en scène Masaya Kikawada dans le rôle de Takeshi Hongo/Kamen Rider Ichigo et Hassei Takano dans le rôle de Hayato Ichimonji/Kamen Rider Nigo.
Le film est sorti en salle le 5 décembre 2005, après plusieurs projections à Tokyo et ses alentours durant les deux mois précédents la sortie nationale dès le 23 octobre, au Festival international du film de Tokyo. Il est sorti en DVD (zone 2) le 21 avril 2006. Le distributeur américain Media Blasters a sorti le film en version sous-titrée uniquement en zone 1 le 3 avril 2007.
La chanson titre du film est Bright! our Future par Da Pump, même si elle débute sur les premières mesure du générique original de la série, Let's Go!! Rider Kick, interprété par Masato Shimon. Le film a été produit par Ishinomori Productions et la Toei, qui ont aussi produit toutes les séries télévisées de la franchise Kamen Rider. Le film a connu une suite, Kamen Rider The Next basée cette fois sur une réécriture des origines de Kamen Rider V3.

## Synopsis
Le héros doit défendre la terre face a la menace des aliens.

## Fiche technique
Genre : Tokusatsu

## Distribution
- Takeshi Hongo (本郷 猛, Hongō Takeshi?) : Masaya Kikawada (黄川田 将也, Kikawada Masaya?)
- Hayato Ichimonji, Katsuhiko Yano (一文字 隼人, 矢野 克彦, Ichimonji Hayato, Yano Katsuhiko?) : Hassei Takano (高野 八誠, Takano Hassei?)
- Asuka Midorikawa (緑川 あすか, Midorikawa Asuka?) : Rena Komine (小嶺 麗奈, Komine Rena?)
- Tobei Tachibana (立花 藤兵衛, Tachibana Tōbei?) : Hiroshi Miyauchi (en) (宮内 洋, Miyauchi Hiroshi?)
- Haruhiko Mitamura (三田村 晴彦, Mitamura Haruhiko?) : Eiji Wentz (ウエンツ 瑛士, Uentsu Eiji?)
- Miyoko Harada (原田 美代子, Harada Miyoko?) : Ryoko Kobayashi (小林 涼子, Kobayashi Ryōko?)
- Personnel de Shocker : Femme (ショッカー幹部・美女, Shokkā Kanbu Bijo?) : Mayumi Sada (佐田 真由美, Sada Mayumi?)
- Personnel de Shocker : Jeune (ショッカー幹部・若者, Shokkā Kanbu Wakamono?) : Issa Hentona (辺土名 一茶, Hentona Issa?)
- Personnel de Shocker : Vieil homme (Dr. Shinigami) (ショッカー幹部・老紳士, Shokkā Kanbu Rōshinshi?) : Hideyo Amamoto (天本 英世, Amamoto Hideyo?)[1]
- Personnel de Shocker : Vieil homme (Dr. Shinigami, voix) : Eiji Maruyama (丸山 詠二, Maruyama Eiji?)
- The Spider (スパイダー, Supaidā?) : Itsuji Itao (板尾 創路, Itao Itsuji?)
- The Bat (バット, Batto?) : Kanji Tsuda (津田 寛治, Tsuda Kanji?)
- Membre de la Chambre des Représentants (代議士, Daigishi?) : Renji Ishibashi (石橋 蓮司, Ishibashi Renji?)
- Secrétaire du Cabinet (秘書官, Hishokan?) : Hirotaro Honda (本田 博太郎, Honda Hirotarō?)
- Megumi (めぐみ, Megumi?) : Hitomi Nakahodo (仲程 仁美, Nakahodo Hitomi?)
- Soldat de Shocker (ショッカー戦闘員, Shokkā Sentōin?, Voix) : Katsumi Shiono (塩野 勝美, Shiono Katsumi?)

### Cascadeurs
- The Hopper 1 (Kamen Rider Ichigo) : Hiroshi Maeda (前田 浩, Maeda Hiroshi?)
- The Hopper 2 (Kamen Rider Nigo) : Mark Musashi (マーク 武蔵, Māku Musashi?)
- The Spider : Akira Ohashi (大橋 明, Ōhashi Akira?)
- The Bat : Makoto Arakawa (荒川 真, Arakawa Makoto?)
- The Cobra : Mizuho Yoshida (吉田 瑞穂, Yoshida Mizuho?)
- The Snake : Yumi Sunaoshi (砂押 裕美, Sunaoshi Yumi?)

## Chansons
Générique de début
- "Let's Go!! Rider Kick" (レッツゴー！！ライダーキック, Rettsu Gō!! Raidā Kikku?)
  - Paroles: Shotaro Ishinomori
  - Composition & Arrangement: Shunsuke Kikuchi
  - Interprète: Masato Shimon

Générique de fin
- "Bright! our Future"
  - Paroles: ISSA
  - Composition: ISSA & YUKINARI
  - Arrangement: YUKINARI & UNAShinji Tanahashi
  - Interprète: Da Pump